# Arabis kashmiriaca
Arabis kashmiriaca là một loài thực vật có hoa trong họ Cải. Loài này được Naqshi mô tả khoa học đầu tiên năm 1984.